# Вайнерчук, Гари
Гари Вайнерчук (имя при рождении Геннадий Александрович Вайнерчук (белор. Генадзь Аляксандравіч Вайнярчук), род. 14 ноября 1975 года) — американский предприниматель, телеведущий, писатель
, произведения которого четыре раза попадали в список бестселлеров The New York Times, лектор и популярная интернет-персона. Впервые Вайнерчук получил известность как ведущий знаток вин, превративший трехмиллионный семейный винный бизнес в предприятие, приносящее 60 миллионов долларов в год; он приобрёл широкую популярность, став новатором в области цифрового маркетинга и социальных сетей и управляя нью-йоркскими компаниями VaynerMedia и VaynerX.
Вайнерчук является инвестором-меценатом и консультантом таких компаний, как Uber, Birchbox, Snapchat, Facebook, Twitter, Tumblr и многих других. Он регулярно выступает на международных конференциях по предпринимательству и технологиям.
В 2017 году по версии Forbes возглавил топ самых авторитетных лидеров мнений в соцсетях в мире.

## Детство и юношеские годы
Вайнерчук родился в Бобруйске и иммигрировал в США в 1978 году. Гари с семьёй из 8 человек жил в однокомнатной квартире в Квинсе, Нью-Йорк. Из Квинса Вайнерчук с семьёй переехал в Эдисон, Нью-Джерси, где работал в сети киосков по продаже лимонада и заработал тысячи долларов, продавая бейсбольные карточки по воскресеньям. В 14 лет он вошёл в семейный бизнес по розничной продаже вин. В 1998 году Гари получил степень бакалавра, окончив колледж Маунт-Айда в Ньютоне, Массачусетс.

## Карьера

### Wine Library
В 1999 году, после окончания колледжа, Вайнерчук стал управляющим магазина отца Shopper’s Discount Liquors в Спрингфилде, Нью-Джерси. Гари сменил название предприятия на Wine Library и открыл онлайн-магазин, а в 2006 году запустил Wine Library TV — ежедневный вебкаст, посвящённый вину.
Объединив электронную коммерцию, email-маркетинг и продуманную ценовую политику, к 2005 году Вайнерчук превратил 3-миллионный бизнес в предприятие, приносящее 60 миллионов долларов в год. В августе 2011 года Вайнерчук объявил, что уходит из этого бизнеса и начинает развивать VaynerMedia — агентство интернет-маркетинга, которое он основал вместе со своим братом в 2009 году.

### VaynerMedia
В 2009 Гари вместе со своим братом Эй-Джеем Вайнерчуком основал VaynerMedia — агентство интернет-маркетинга, специализирующееся на рекламе в социальных сетях. Компания составляет стратегии по привлечению клиентов через социальные СМИ для компаний, входящих в список Fortune-500, включая General Electric, Anheuser-Busch, Mondelez и PepsiCo. В 2015 году компания VaynerMediа вошла в список лучших агентств по версии AdAge. В 2016 году VaynerMedia насчитывала 600 сотрудников, а её валовый доход составил 100 миллионов долларов. При партнёрстве с Vimeo компания запустила новое направление — сотрудничество брендов и киностудий для создания цифрового контента.

### The Gallery
В 2017 году The Wall Street Journal сообщил об открытии The Gallery — новой компании Вайнерчука, объединившей фирмы PureWow, ранее приобретённой Вайнерчуком, RSE Ventures и несколько других медийных и креативных организаций. Генеральный директор PureWow Райан Харвуд (Ryan Harwood) теперь возглавляет и The Gallery. Marketing Dive, сестринская компания агентства интернет-маркетинга VaynerMedia, считает, что «совместная работа PureWow и VaynerMedia значительно улучшила возможности видеопроизводства, благодаря команде профессионалов и другим ресурсам».

## Инвестиции
В 2017 году Вайнерчук стал бизнес-ангелом для нескольких проектов, включая PureWow — ресурс, ориентированный на женскую аудиторию. Он также инвестировал в Uber, Facebook, Twitter, Venmo и десятки других стартапов.

### VaynerRSE
После выхода из Tumblr и Buddy Media, Вайнерчук совместно с Мэттом Хиггинсом из RSE Ventures и при поддержке владельца «Майами Долфинс» Стивена Росса основал VaynerRSE — 25-миллионный инвестиционный фонд. Фонд специализируется на потребительской электронике и, помимо выполнения традиционной функции бизнес-ангела, является бизнес-инкубатором.

### BRaVe Ventures
В 2014 году Вайнерчук с партнёрами Джесси Рэдниссом и Дэвидом Беком — предпринимателями, работающими в сфере социального телевидения, — основал BRaVe Ventures. Компания консультирует телеканалы по вопросам новых технологий, а также выступает в роли бизнес-инкубатора и инвестирует в стартапы, специализирующиеся на многоэкранных технологиях и социальных сетях. В ноябре 2016 года журнал Variety сообщил о том, что медиаконгломерат Turner Broadcasting System приобрёл консалтинговую компанию BRaVe Ventures для разработки стратегий развития бизнеса для своих основных брендов — TBS и TNT.

### VaynerSports
В 2016 году Вайнерчук инвестировал в спортивное агентство Symmetry и основал VaynerSports — компанию, оказывающую спортсменам полный комплекс представительских услуг. В 2017 году компания VaynerSports подписала контракт с несколькими участниками отбора в НФЛ, в числе которых Джален Ривз Мейбин и Джон Тот.

## СМИ

### Planet of the Apps
В феврале 2017 года Apple и Propagate объявили о запуске Planet of the Apps — реалити-шоу с такими известными резидентами, как Вайнерчук, Will.i.am и Гвинет Пэлтроу. Эта программа сочетает в себе элементы шоу «В бассейне с акулами» и «Американского идола». Вайнерчук и другие ведущие оценивают достоинства приложений, разработчики которых ищут инвесторов. Съемочная команда вместе с Product Hunt совершила тур в Остин, Сан-Франциско, Лос-Анджелес и Нью-Йорк.

### DailyVee
DailyVee — это ежедневное документальное шоу на YouTube, рассказывающее о жизни Вайнерчука в роли бизнесмена. С 2015 года Вайнерчук записывает эпизоды из своей жизни, интервью с другими людьми, ведёт трансляции с собраний инвесторов и совещаний по стратегии развития в VaynerMedia. В этом шоу Вайнерчук использует социальные сети, в частности Snapchat, для демонстрации принципов интернет-маркетинга.

### The #AskGaryVee Show
В 2014 году Вайнерчук со своей командой по созданию контента запустил программу The #AskGaryVee Show на YouTube, в которой он без подготовки отвечает на вопросы из Twitter и Instagram. Темы чаще всего касаются предпринимательства, семьи и бизнеса и заранее просматриваются съемочной группой, но Вайнерчук впервые видит вопросы только на шоу. The AskGaryVee Show легло в основу четвёртой книги Вайнерчука AskGaryVee: One Entrepreneur’s Take on Leadership, Social Media, and Self-Awareness.

### Wine Library TV
С 2006 по 2011 год Вайнерчук вел на Youtube видеоблог Wine Library TV (WLTV или The Thunder Show), в котором рассказывал о разных винах, проводил дегустации и давал советы по выбору вина и культуре винопития. Дебют программы состоялся в феврале 2006 года, а ежедневная трансляция велась из магазина Wine Library в Спрингфилде, Нью-Джерси. В декабре 2008 года фото Вайнерчука было опубликовано на обложке журнала Mutineer в честь запуска серии Mutineer Interview. Среди знаменитостей, принявших участие в его видеоблоге, были Джансис Робинсон, Хайди Барретт, Кевин Роуз, Тимоти Феррисс, Джим Крамер из шоу Mad Money на CNBC, Уэйн Гретцки и Дик Вермейл.
В 2011 году, отсняв 1000 эпизод, Вайнерчук закрыл шоу и вместо этого стал выпускать видеоподкаст Daily Grape. В августе 2011 года Вайнерчук объявил в эпизоде Daily Grape о том, что заканчивает карьеру винного видеоблогера.

### Wine & Web
В 2010 году Вайнерчук запустил программу Wine & Web на спутниковом радио Sirius XM. Раздел Wine of the Week был посвящён дегустации вин, а раздел Web of the Week — новым гаджетам, трендам и стартапам.

## Книги и публикации

### «Увлечение — это бизнес»
В марте 2009 года Вайнерчук подписал с HarperStudio миллионный контракт на издание 10 книг и уже в октябре 2009 года выпустил свою первую книгу «Увлечение — это бизнес. Как зарабатывать на том, что вам нравится». В первые несколько недель с момента выхода, книга «Увлечение — это бизнес» поднялась на первое место в списке бестселлеров по интернет-маркетингу на Amazon. Книга также заняла второе место в списке бестселлеров в твёрдой обложке по версии The New York Times и вошла в список бестселлеров по версии The Wall Street Journal (недоступная ссылка). О книге «Увлечение — это бизнес» упоминали ReadWrite, CBS и Psychology Today. Кроме того, «Увлечение — это бизнес» стала одной из первых книг, выпущенных на платформе Vook.

### «Лайкни меня! Экономика благодарности»
В 2011 году вторая книга Вайнерчука «Лайкни меня! Экономика благодарности» поднялась на второе место в списке бестселлеров в твёрдой обложке по версии The New York Times. Книга «Лайкни меня! Экономика благодарности» посвящена анализу показателей и других факторов, лежащих в основе успешных отношений компаний с потребителями.

### «Информационный удар»
В 2013 году Вайнерчук выпустил третью книгу «Информационный удар. Как сделать, чтобы в шумном медиамире услышали именно тебя» в издательстве Harper Business. В третьей книге он анализирует как успешные, так и провальные кампании и стратегии, использованные на всех крупных социальных платформах, тем самым демонстрируя удачные и неудачные стратегические и тактические варианты интернет-маркетинга в соцсетях. Сразу после выхода книга «Информационный удар. Как сделать, чтобы в шумном медиамире услышали именно тебя» возглавила список книг по бизнесу по версии The Wall Street Journal и заняла четвёртое место в списке бестселлеров в твёрдой обложке по версии The New York Times.

### AskGaryVee: One Entrepreneur’s Take on Leadership, Social Media, and Self-Awareness
В марте 2016 года Вайнерчук выпустил в издательстве Harper Business (подразделения Harper Collins) свою четвертую книгу — AskGaryVee: One Entrepreneur’s Take on Leadership, Social Media, and Self-Awareness. Вайнерчук выбрал лучшие вопросы и ответы из шоу #AskGaryVee на YouTube и создал на их основе книгу, разделив её на соответствующие категории: вера в себя, родительские обязанности и предпринимательство. Книга #AskGaryVee стала четвёртой книгой Вайнерчука, которая вошла в список бестселлеров по версии The New York Times.

### Crushing It!: How Great Entrepreneurs Build Their Business and Influence—and How You Can, Too
30 января 2018 Вайнерчук выпустил книгу в издательстве HarperCollins свою пятую книгу — Crushing It!: How Great Entrepreneurs Build Their Business and Influence—and How You Can, Too. В этой книге Вайнерчук предлагает новые методы маркетинга, опираясь на опыт десятков влиятельных людей и предпринимателей, которые отвергли корпоративный путь развития в пользу создания личного бренда и собственного бизнеса.

## Признание
Статьи про Вайнерчука выходили в таких изданиях, как The New York Times, The Wall Street Journal, GQ и Time. Он также был гостем на программе Late Night with Conan O’Brien и шоу Элен Дедженерес. В 2000-х Вайнерчука называли «первым винным гуру в эпоху YouTube» и «новой суперзвездой винного мира», а вашингтонский винодел Роб Ньюсом назвал Вайнерчука «вероятно, самым влиятельным в США знатоком вин после Роберта Паркера». В 2003 году журнал Market Watch удостоил Гари Вайнерчука награды Market Watch Leader. Вайнерчук стал самым молодым предпринимателем, получившим эту награду. В июле 2009 года журнал Decanter присвоил Вайнерчуку 40-е место в рейтинге выдающихся личностей винной индустрии (The Power List) за его «силу блогерства».
В 2011 году The Wall Street Journal внес Вайнерчука в свой список Twitter’s Small Business Big Shots, а журнал BusinessWeek издательства Bloomberg назвал его одним из «20 людей, на которых должен равняться каждый предприниматель». В 2013 году Вайнерчук появился на обложке ноябрьского выпуска журнала Inc. со статьей How to Master the 4 Big Social-Media Platforms.
В 2014 году его включили в список 40 самых успешных бизнесменов моложе 40 лет по версии журнала Fortune. В этом же году он вошёл в жюри конкурса «Мисс Америка». В 2015 году он был упомянут в списке 40 самых успешных бизнесменов моложе 40 лет по версии Crain’s New York Business и назван журналом Inc. одним из «25 лучших звёзд соцсетей, о которых должен знать каждый». В 2016 году Вайнерчук был приглашён в состав жюри конкурса Genius Awards. В 2017 году по версии Forbes возглавил топ самых авторитетных лидеров мнений в соцсетях в мире.